# 成瀬心美
成瀬 心美（なるせ ここみ、1989年8月10日 - ）は、日本のタレント、歌手、元AV女優。福岡県出身、ティーパワーズ所属。

## 略歴
AV女優のRioに憧れて業界入りを決意し、2009年1月に『エスカレートするドしろーと娘 146』にてロリータ系企画女優としてAVデビュー。のちにキカタン（企画単体）女優として活躍。
「成瀬心美」という芸名は、マネージャーが元々「心美」と付けたかったことと、たまたまテレビで野球を見た時に登板していた「成瀬善久」から「成瀬」の苗字をもってきて「成瀬心美」となった。
同年には秋葉原にあるDVD店「アリババ秋葉原」公認の2009年度ミス・アリババに選ばれる。
2010年3月、Vシネマ『殺し屋サチ』で本格的演技に初挑戦するとともに、初主演。
2011年4月、ファン投票でメンバーが選出されたAV女優13名からなるグループ「One For All Twenty-One（OFA21）」の一員として、シングル「LOVE☆LIMIT?卒業までのカウントダウン」で歌手デビュー。同年12月、SOD大賞2011優秀女優賞受賞。
2012年2月11日、桜ここみ、めぐり（藤浦めぐ）、神咲詩織、Maikaとの5人組のユニット「“me-me”（ミーム）」でデビューライブを行った。同年2月14日、スカイパーフェクTV!の「スカパー!アダルト放送大賞」の女優賞・日刊ゲンダイ賞をW受賞。
2012年1月5日から2月29日まで行われた、アダルトビデオ30周年記念企画（AV30）の人気投票では5位に選ばれた。
2012年4月から半年間限定で、さとう遥希、加藤リナ、つぼみ、小倉奈々とともにスカパーアダルト応援隊『AIDL5』を結成した。5人は配信数を競ってきたが、10月9日結果発表が行われ、成瀬が優勝し賞金100万円を獲得した。
2012年6月29日、自身のブログにて9月より宇宙企画専属女優になることを発表。
2012年11月1日、Maika・神咲詩織・桜ここみと成瀬の4人で、me-meのライブを9ヶ月ぶりに実施した。
2013年2月、DMM.R18の個人作品検索ヒット数（総集編含む・BD版重複有り・素人系除く）が1000作を突破した。
2013年2月25日のラジオ番組『成瀬心美のもうすぐオトナ時間』内で4月以降休養に入ることが発表された。その後に更新されたブログでは、多忙なスケジュールにより1年前から体調不良を訴えることが多くなり、事務所からも休養するように言われていたという。当時の休業、引退理由をのちに「“燃え尽き症候群”」と表現している。
2013年12月24日にme-meのライブ「me-me* Love Night vol.4 ～X'mas Special～」にゲスト出演。約10ヶ月ぶりにファンの前に姿を現した。
2014年1月6日に自身のTwitterで2014年1月21日に新宿TSUTAYAにて復帰イベントを開催することを発表。
2014年以降はタレント、KMPや事務所主催のイベントを中心に活動し、アダルトビデオへの出演は引退。AVとのかかわりとしては、最終専属先となったKMPの広報部長として活動した。
2014年4月頃よりハジメタルらと音楽活動を始め、2015年10月よりオルタナティヴ・ロックバンド"mezcolanza"(メスコランサ)名義でライブやレコーディングを行っている。
2018年12月、自身のちびキャラ「なるせちょこみ」が公式キャラクターとして登場。
2019年7月6日、「なるせちょこみ」の第一弾LINEスタンプ発売。
2019年11月20日の『ぱちタウンTV』内で本当の出身地は新潟県ではなく福岡県であると発言し、その際に「新潟県の潟が書けない」と明らかにしている。
2020年11月13日、自身名義での初シングル「ごぶさた」をWEB配信でリリース。
2024年1月にはデビュー15周年を記念した写真集『coco』を発売。

## 人物
- 趣味：音楽・カラオケ
- 特技：料理・お絵かき
- 無類のハロプロ好きで知られ、特に℃-uteをこよなく愛し、自身のTwitterの背景画像にしたりライブなどにも頻繁に足を運んでいる[23]。他に西野カナの大ファンであることも公言しており、ライブに何度も足を運んでいる。
- 老若男女問わずファンが多く、作品購入者向けに行われるイベントに年齢上の理由などで参加できないようなファン向けのイベントも多く行っている。自身の女性ファンのことを「ここじょ。」と呼んでいて、女性限定のイベントも何度か行っている。
- AV女優としてデビューした当初、公式プロフィールでは生年月日が1989年3月3日・出身地が新潟県となっていたが[注 3]、AV女優として活躍している時から実際の誕生日は1989年8月10日であるとブログで公言していた[24]。AV引退後の2014年にプロフィールが修正され、正式に「1989年8月10日」となった[25]。また、出身地についてものちに福岡県に修正されている。

## 作品

### アダルトビデオ
※撮りおろし作品(大人数出演のオムニバス作品を除く)のみ
| 2009年 | 2009年   | 2009年                   | 2009年             | 2009年 |
| タイトル | 発売日   | メーカー                 | 備考               |        |
| --- | -------- | ------------------------ | ------------------ | ------ |
| エスカレートするドしろーと娘146 | 1月1日   | プレステージ             | ※Coco名義          |        |
| 首都圏援交54 | 1月1日   | プレステージ             | ※Kちゃん名義       |        |
| ぎゃるまんナンパ ハメMAX Vol.3 | 1月8日   | GARCON                   |                    |        |
| 素人カップル対抗!巨乳野球拳 2 新春SP | 1月8日   | ROCKET                   |                    |        |
| ギャルズトーク01 | 1月14日  | プレステージ             |                    |        |
| 触手アクメ5 | 1月22日  | SODクリエイト            |                    |        |
| 天然素人レボリューション 03 | 1月23日  | プレステージ             |                    |        |
| 萌えあがる募集若妻淫らに狂い出す身売り若妻109ここみさん                                                                                         | 1月23日  | プレステージ             | ここみ名義         |        |
| ハメハメ倶楽部がイク～ナンパで乱交!従姉妹編 | 1月30日  | アリウス                 | レンタル・配信のみ |        |
| (裏)手コキクリニック～完全版～性交クリニックファン感謝祭スペシャル                                                                              | 2月5日   | SODクリエイト            |                    |        |
| 童貞のシャイな宅配男子を巨乳ギャル軍団が無理やり5発抜いちゃいました!!                                                                           | 2月5日   | GARCON                   | コトミ名義         |        |
| ロケットおっぱい20人 マイクロビキニでドキッ巨乳だらけの水泳大会                                                                                 | 2月5日   | ROCKET                   |                    |        |
| 盗撮!芸能人が通うエステサロン 巨乳(編) | 2月5日   | ROCKET                   | オムニバス作品     |        |
| 着替中に背後から乳房を襲われる女 7 | 2月7日   | ラハイナ東海             |                    |        |
| 巨乳&美人ピンクコンパニオン宴会ツアーNO2 | 2月19日  | グローリークエスト       |                    |        |
| 移動式トリモチ公衆女子便所 トイレホイホイでHなイタズラ大作戦!!                                                                                  | 2月19日  | ROCKET                   |                    |        |
| 素人援交生中出し 50 | 2月28日  | プラム                   |                    |        |
| 女子〇生卒業旅行争奪 SOFT ON DEMAND的ツイスターゲーム!                                                                                          | 3月5日   | SODクリエイト            |                    |        |
| 地下風俗潜入!!実在する高級秘密俱楽部AVギャルを送り込め!!                                                                                        | 3月10日  | ホットエンターテイメント |                    |        |
| ショーパン11 現役女子医大生中出し |          | GLAY'z                   |                    |        |
| GAL校生 13 ここみちゃん | 3月12日  | プレステージ             |                    |        |
| 義理の潮吹き母親は､一人娘をアクメ調教M女開発 | 3月19日  | クロス                   |                    |        |
| 30代童貞の僕がルームシェア共同生活をしたら童貞を捨てることができるのか                                                                          | 3月19日  | V&Rプロダクツ            |                    |        |
| 素人美巨乳ナンパ vol.1 | 3月25日  | プラネットプラス         |                    |        |
| 婚活OL中出し姦 VOL.02 | 3月28日  | 4Beats                   |                    |        |
| 恋【ren-ya】夜 ～第三章～ | 4月1日   | プレステージ             |                    |        |
| ボイン大好き亀市爺さんのHなイタズラ | 4月2日   | グローリークエスト       |                    |        |
| ミス ソフト・オン・デマンド 社内美人コンテスト 6 & 局部(パーツ)【唇・胸・手・尻】美人コンテスト                                                 | 4月4日   | SODクリエイト            | 渡邊恵美名義       |        |
| 個人授業。性の記録 ここみ | 4月7日   | 桃太郎映像出版           |                    |        |
| 生中出し新入社員4. | 4月17日  | メディアステーション     | オムニバス作品     |        |
| 究極の妄想お仕事シリーズ MOKA、鈴香音色、成瀬心美がやって来る巨乳銭湯の番台になった!                                                            | 4月18日  | ROCKET                   |                    |        |
| Gカップボイン素人ナマ中出し | 4月19日  | 胸キュン喫茶             |                    |        |
| BANQUISH33 | 4月22日  | プレステージ             |                    |        |
| JK5 成瀬心美 | 5月1日   | ABC／妄想族              |                    |        |
| 東京三ツ星女子校生4 りな | 5月1日   | EROS HEARTS              |                    |        |
| ニーハイコレクター 絶対領域の虜 | 5月1日   | グローリークエスト       | オムニバス作品     |        |
| 高級ソープよりもすごい 極上ウラ風俗 06 | 5月2日   | プレステージ             | オムニバス作品     |        |
| 処女な素人娘の赤面研究所 包茎チ〇ポってな～に                                                                                                   | 5月7日   | アイエナジー             |                    |        |
| FOXY LADIES No41 | 5月10日  | ラストラス               |                    |        |
| GALS PARTY Tour カワイイギャルとランチキ大騒ぎ                                                                                                  | 5月10日  | ラストラス               | オムニバス作品     |        |
| 東京中出し女子校生 11 | 5月18日  | S級素人                  |                    |        |
| 第3回 女子高生!妹-1グランプリ こんな妹が欲しかった!!アナタが決める1億2000万人の 『僕だけの妹(ハート) 』選手権                                   | 5月21日  | ディープス               |                    |        |
| サポ希望 04 池袋 ここみ | 5月22日  | I.B.WORKS                |                    |        |
| 背後からの手コキ 思わず発射! | 6月4日   | アイエナジー             | オムニバス作品     |        |
| ユーザー皆様の企画を実現します! ユーザーリクエスト祭り作品No,4 ユーザー様みんなでよってたかって辱めSPECIAL ROCKET出演人気女優と朝まで王様ゲーム | 6月4日   | ROCKET                   |                    |        |
| 調教×美少女M 成瀬心美 | 6月12日  | アップス                 |                    |        |
| 特選!!S級素人ギャルコレクション8 | 6月19日  | メディアステーション     | オムニバス作品     |        |
| 友達同士レズビアン | 6月20日  | ピーターズ               | オムニバス作品     |        |
| パチンコにはまる人妻は負け分を取り戻すためにカラダを売るのか                                                                                    | 6月26日  | 青空ソフト               |                    |        |
| 中出し痴漢バス女子校生 | 7月10日  | I.B.WORKS                |                    |        |
| 縞パン・ニーソックス 4時間 2 | 7月24日  | TMA                      | オムニバス作品     |        |
| MOODYZファン感謝祭 バコバコバスツアー2009 S級AVギャルのハメまくり大乱交!!                                                                       | 8月1日   | MOODYZ                   |                    |        |
| 教師と生徒の逆転関係!禁断レズ学園 2 | 8月6日   | ディープス               |                    |        |
| 指先ひとつで爆濡れにできる淫乱秘孔 | 8月6日   | Hunter                   |                    |        |
| エロイカラダのイイオンナ -EroticaBody- III | 8月7日   | U&K                      |                    |        |
| 小悪魔制服痴女 成瀬心美 | 8月13日  | マルクス兄弟             |                    |        |
| ロリはめ 21 | 8月14日  | I.B.WORKS                | オムニバス作品     |        |
| マジでトモダチ・レズビアン エッチな意味でもたぶん、好き                                                                                         | 8月15日  | ワープエンタテインメント |                    |        |
| 人気のコミニティサイトにAV女優が本気で登録したら素人男性を最短何日で喰えるか?                                                                   | 8月20日  | Hunter                   |                    |        |
| 若妻いじり ここみはお義父さまの慰み者です | 8月20日  | ヒビノ                   |                    |        |
| 癒らし。 VOL.62 | 8月21日  | アウダースジャパン       |                    |        |
| 妄想女子 ここみ | 8月25日  | しのだプロジェクト       |                    |        |
| 妹夜這い盗撮 2 | 8月28日  | I.B.WORKS                | オムニバス作品     |        |
| ズボ入れマジイキ バイブオナニー | 9月1日   | ワンズファクトリー       | オムニバス作品     |        |
| JK・女子校生の放課後 見せつけオナニー | 9月4日   | 映天                     | オムニバス作品     |        |
| 病みつきオナニー episode.XI | 9月4日   | U&K                      |                    |        |
| 禁断の【妄想】プレイルーム | 9月4日   | アウダースジャパン       |                    |        |
| DOKIレズ 38 | 9月4日   | アウダースジャパン       |                    |        |
| 百合コス! ～コスプレレズ～ | 9月4日   | TMA                      |                    |        |
| JK・女子校生の放課後 手を使わない女子校生のフェラ                                                                                               | 9月4日   | 映天                     | オムニバス作品     |        |
| 援交 転校生 成瀬心美 | 9月11日  | アップス                 |                    |        |
| ヌルヌルぬれぬれ競泳水着 | 9月13日  | マルクス兄弟             | オムニバス作品     |        |
| ぼくの子宮 成瀬心美 モザイク一切無し!!丸見え全開!!!                                                                                             | 9月18日  | グリッターフィルムズ     |                    |        |
| kira☆kira SPECIAL LIP ギャル・de・リゾート ～巷で噂のセクハラマッサージ～                                                                       | 9月19日  | kira☆kira                |                    |        |
| 日本国民全裸の日4 | 9月19日  | アキノリ                 |                    |        |
| 海の家で接客中に客に隠れてイカされまくり!! on the ビキニ!                                                                                       | 9月19日  | SODクリエイト            |                    |        |
| 女にまったくモテない僕がおもいっきりドジなADを演じ、AV女優さん達の母性本能に訴えたら本気で同情してくれて、簡単にヤラせてくれた!                 | 9月19日  | Hunter                   |                    |        |
| MOODYZファン感謝祭 裏バコバコバスツアー2009 本編未収録! 深夜のペニス吸引祭り!!                                                                  | 10月1日  | MOODYZ                   |                    |        |
| うちにおいでよ 成瀬心美 | 10月1日  | ワンズファクトリー       |                    |        |
| 学校でしようよ! 成瀬心美 | 10月1日  | アイデアポケット         |                    |        |
| 美少女の足裏 16 | 10月5日  | フリーダム               | オムニバス作品     |        |
| 同窓会王様ゲーム 5 | 10月8日  | SODクリエイト            | 渡辺恵美名義       |        |
| OLのアフター7シリーズ 2 アフターセブンでパンスト拘束!スパンキングされるOL 【某自動車販売メーカー本社勤務2年目                                   | 10月9日  | アップス                 |                    |        |
| メガネ妹にフェラされたら最高 | 10月13日 | マルクス兄弟             | オムニバス作品     |        |
| 超絶品 女体Sweetsセックス | 10月22日 | SODクリエイト            | オムニバス作品     |        |
| 催眠 赤 DX 24 スーパーmc編 | 10月23日 | アウダースジャパン       |                    |        |
| 催眠 赤 DX 24 ドキュメント編 | 10月23日 | アウダースジャパン       |                    |        |
| レズの華が咲く頃。 VOL.5 | 10月23日 | U&K                      |                    |        |
| 女子校生は顔射マニア! 成瀬心美 雪見紗弥 | 10月25日 | 美                       |                    |        |
| フル勃起!たっぷり射精!!手コキ4時間SPECIAL | 10月30日 | GLAY'Z                   | オムニバス作品     |        |
| めざせ!!ドリームシャワー | 11月5日  | ワープエンタテインメント |                    |        |
| 女子校生とヲジサンのベロベチョ接吻とにゅるぬる手コキ 2                                                                                          | 11月15日 | ワープエンタテインメント | オムニバス作品     |        |
| 会社でパコパコしよう。陵辱中出し編 | 11月16日 | メディアステーション     | オムニバス作品     |        |
| 巨乳コギャルズメイド | 11月19日 | YeLLOW                   |                    |        |
| 噂の5つ星ガールズ ～ノーブラTOWNへようこそ～ | 11月19日 | ROOKIE                   | オムニバス作品     |        |
| 完全主観 人生最大のモテ期がやってきた!～僕を見るなりオマ○コが疼いたオンナ達～                                                                   | 11月19日 | アキノリ                 | オムニバス作品     |        |
| ジーンズの女 | 11月19日 | アキノリ                 | オムニバス作品     |        |
| 洗髪 | 11月19日 | アキノリ                 | オムニバス作品     |        |
| 女子校生中出しレイプ | 11月19日 | ミスター･インパクト      | オムニバス作品     |        |
| ヤバ視 夏ver. | 11月20日 | プリモ                   | オムニバス作品     |        |
| 超☆制服トランスNEXT | 12月1日  | ワンズファクトリー       |                    |        |
| Les Berry vol.3 | 12月4日  | U&K                      |                    |        |
| 成瀬心美の手コキ・淫語・誘惑痴女 | 12月7日  | プレミアム               |                    |        |
| ロリータ接写フェラ | 12月11日 | I.B.WORKS                | オムニバス作品     |        |
| 白衣の天使と性交 | 12月15日 | アイデアポケット         |                    |        |
| 私立巨乳学園物語 | 12月16日 | マキシング               |                    |        |
| ソルトシャワー 美女のおしっこみせて | 12月19日 | ゲロニア/妄想族          | オムニバス作品     |        |
| 就職活動 | 12月25日 | メディアステーション     |                    |        |
| エロ小悪魔に騎乗られちゃった僕。 | 12月25日 | アロマ企画               | オムニバス作品     |        |
| ガマン声オナニー | 12月25日 | 映天                     | オムニバス作品     |        |

| 2010年 | 2010年   | 2010年                   | 2010年         | 2010年 |
| タイトル | 発売日   | メーカー                 | 備考           |        |
| --- | -------- | ------------------------ | -------------- | ------ |
| ザーメン病棟24時 | 1月1日   | MOODYZ                   |                |        |
| GALCIR 4 | 1月1日   | アイデアポケット         | オムニバス作品 |        |
| ド・エロティック 〜大人の市民快感!〜 アイドルAV嬢とエッチしよう!!                                                                                        | 1月10日  | ホットエンターテイメント | オムニバス作品 |        |
| B.B.ボーイズに目覚めちゃった僕。 小悪魔編 4 | 1月13日  | アロマ企画               | オムニバス作品 |        |
| 東京中出し女子校生 17 | 1月15日  | S級素人                  |                |        |
| 奇跡の美乳 | 1月15日  | ケイ・エム・プロデュース |                |        |
| kira☆kira 3周年特別企画 巨乳9GALSリゾート☆乱交 | 1月19日  | kira☆kira                |                |        |
| 巨乳美少女学園 | 1月19日  | YeLLOW                   |                |        |
| FUCK-1日本グランプリ | 1月21日  | SODクリエイト            |                |        |
| 快楽レズエステ 8 | 1月21日  | アキノリ                 |                |        |
| クリトリス完全破壊!電マ アクメ編! | 1月29日  | 映天                     | オムニバス作品 |        |
| 成瀬心美ファン感謝祭ぶっかけ | 2月1日   | アイデアポケット         |                |        |
| 生意気は女子校生 ナルセココミ | 2月1日   | ワンズファクトリー       |                |        |
| 遊び方は貴方が選ぶ☆ゴーゴーバーへ行こう! | 2月4日   | SODクリエイト            |                |        |
| 生徒会長はボイン | 2月12日  | LEO                      | オムニバス作品 |        |
| アロマ仮想風俗シリーズ 舐められ【放課後】倶楽部 DX 特別合宿コース                                                                                        | 2月13日  | アロマ企画               |                |        |
| 小悪魔JK 大胆パンチラコレクション | 2月13日  | アロマ企画               | オムニバス作品 |        |
| 気づけばいつも、アナル舐め 2 | 2月15日  | ワープエンタテインメント | オムニバス作品 |        |
| 援交ロリ女学生制服中出し VOL.2 | 2月17日  | ロータス                 |                |        |
| 女子高生淫語痴女 | 2月19日  | ドグマ                   |                |        |
| レズビアンベロちゅ～2 | 2月19日  | YeLLOW                   |                |        |
| スクール水着ローションパイズリ 3 | 2月19日  | YeLLOW                   | オムニバス作品 |        |
| オジサンとセックchuライフ♪ | 2月25日  | kawaii*                  |                |        |
| 突然、パンチラ挑発されパンツで手コかれちゃった僕。 | 2月25日  | アロマ企画               | オムニバス作品 |        |
| 成瀬心美のきもち。 | 2月26日  | ケイ・エム・プロデュース |                |        |
| 極みのおしり 第2弾 | 2月26日  | 映天                     | オムニバス作品 |        |
| カリスマアイドル対抗!! 完全撮りおろし ガチフェラ早出しバトル! 3                                                                                          | 2月26日  | レアル・ワークス         | オムニバス作品 |        |
| 温泉にいこうよ | 3月1日   | ワンズファクトリー       |                |        |
| 女子高生オマンコおっぴろげコレクション2 | 3月12日  | OFFICE K`S               | オムニバス作品 |        |
| ノーパン High School | 3月13日  | マルクス兄弟             |                |        |
| 尻コスッ!! | 3月13日  | MOODYZ                   |                |        |
| JK-FETISH 4 〜女子校生ワイセツ遊戯〜 | 3月19日  | メディアステーション     |                |        |
| 集団凌辱奴隷アクメ | 3月19日  | YeLLOW                   | オムニバス作品 |        |
| 手コキでベロちゅ～ 10 | 3月19日  | YeLLOW                   | オムニバス作品 |        |
| むっちり尻コキ | 3月19日  | YeLLOW                   | オムニバス作品 |        |
| 100人の美女達が気持ち悪るがられたいアナタの為にひたすら言葉責め150分!                                                                                    | 3月19日  | ROOKIE                   | オムニバス作品 |        |
| おしゃぶりメイド | 3月25日  | 美                       |                |        |
| エロ尻騎乗位で責めてあげる | 3月25日  | アロマ企画               |                |        |
| 自画撮り 美少女のお下劣オナニー | 3月25日  | アロマ企画               | オムニバス作品 |        |
| パーフェクトセレクション | 3月26日  | レアル・ワークス         |                |        |
| 車でしようよ | 4月1日   | ワンズファクトリー       |                |        |
| ズボ入れマジイキ バイブオナニー 2 | 4月1日   | ワンズファクトリー       | オムニバス作品 |        |
| スノウレスビアン 溶けるほど熱く舐め尽くして…。 | 4月6日   | LADY×LADY                |                |        |
| 僕の妹。 3 | 4月9日   | LEO                      | オムニバス作品 |        |
| アロマ仮想風俗シリーズ ノーブラミニスカちら見せハイスクール 2                                                                                            | 4月13日  | アロマ企画               | オムニバス作品 |        |
| 学校で中出ししようよ | 4月16日  | ケイ・エム・プロデュース |                |        |
| 成瀬心美のソープしちゃうぞ | 4月23日  | クリスタル映像           |                |        |
| 尻饅頭 | 5月1日   | MOODYZ                   |                |        |
| もっこりパンツの上からチ○ポをいじくり発射させる女たち | 5月1日   | V(ヴィ)                  | オムニバス作品 |        |
| 超☆制服トランス | 5月1日   | ワンズファクトリー       |                |        |
| 張り型チンポ自慰 05 | 5月1日   | ワンズファクトリー       | オムニバス作品 |        |
| 絶倫ナースステーション 4 | 5月7日   | LEO                      | オムニバス作品 |        |
| もしも成瀬心美が僕の彼女だったら… | 5月17日  | ケイ・エム・プロデュース |                |        |
| 挑発エロ尻 尻ずりで発射(イカ)されちゃった僕。 | 5月25日  | アロマ企画               | オムニバス作品 |        |
| かわいい妹2人と夢の同棲性活 | 5月25日  | kawaii*                  |                |        |
| 成瀬心美のセックス生放送!? | 5月27日  | SODクリエイト            |                |        |
| 超ロリっ娘王様ゲーム | 5月27日  | SODクリエイト            |                |        |
| 成瀬心美 お貸しします。 | 5月28日  | クリスタル映像           |                |        |
| リアル主観フェチ 愛情たっぷり癒しフェラ | 6月1日   | ワンズファクトリー       | オムニバス作品 |        |
| WATER POLE 93 COCOMI | 6月11日  | プレステージ             |                |        |
| 制服の似合う女の子の黒ニーソで足コキ | 6月13日  | マルクス兄弟             | オムニバス作品 |        |
| Gal Wife | 6月15日  | スターパラダイス         |                |        |
| イカセ4時間 | 6月18日  | ケイ・エム・プロデュース |                |        |
| kira☆kira BLACK GAL BEACH 白浜に潮を撒き散らす☆BEACH FUCK!                                                                                               | 6月19日  | kira☆kira                |                |        |
| もっとも大淫乱 イグイグイグイグイグイグ大乱交 | 6月19日  | 乱丸                     |                |        |
| 卒業 其ノ伍 | 6月22日  | プレステージ             |                |        |
| ザ・ガンキズム -ギャルの卑猥な顔面騎乗の魅力に迫る- | 6月25日  | アロマ企画               | オムニバス作品 |        |
| もしも…こ～んなコンビニエンスストアがあったら?DX | 7月13日  | カルマ                   | オムニバス作品 |        |
| 藤井シェリーと成瀬心美のダブルドリーム | 7月16日  | ケイ・エム・プロデュース |                |        |
| 私立 裸エプロン女学園 | 7月22日  | SODクリエイト            |                |        |
| 違法撮影 Target 09 | 7月23日  | アテナ映像               |                |        |
| 初めて見るセンズリに 興奮しちゃった女子校生 | 7月23日  | OFFICE K`S               | オムニバス作品 |        |
| ザーメンマンスプラッシュ 1 | 7月23日  | プレステージ             | オムニバス作品 |        |
| 友人の妻は巨乳家庭教師 | 8月1日   | VENUS                    |                |        |
| 成瀬心美式早漏チ○ポ強化合宿 | 8月5日   | アキノリ                 |                |        |
| 成瀬心美の家庭教師でしようよ | 8月13日  | クリスタル映像           |                |        |
| 桃尻と黒パンストに埋もれたい!! | 8月13日  | MOODYZ                   |                |        |
| アイドル成瀬心美の童貞筆おろし | 8月13日  | マルクス兄弟             |                |        |
| 可愛いメガネ妹に顔射しようぜ! | 8月13日  | マルクス兄弟             | オムニバス作品 |        |
| ここみは先生のお嫁さん | 8月25日  | kawaii*                  |                |        |
| 突然、気になる女の子と2人きりになったら… ～Hなかけ引き～                                                                                                 | 8月25日  | アロマ企画               | オムニバス作品 |        |
| 顔面騎乗で発射(イカ)されちゃった僕。 | 8月25日  | アロマ企画               | オムニバス作品 |        |
| 鬼イカセ | 8月27日  | レアル・ワークス         |                |        |
| ヤリサー温泉旅行 | 8月27日  | ケイ・エム・プロデュース |                |        |
| 調教される清純女子校生 | 9月1日   | 嵐を呼ぶスーパーガール   |                |        |
| 親父の愛人 | 9月1日   | VENUS                    |                |        |
| Triple Cast 3時間SPECIAL | 9月8日   | プレステージ             |                |        |
| ネ申AV!国民的アイドルグループのマネージャーになった僕。 ～アイドルだってSEXするぜ!裸の推しメンに会いたかった!!～                                         | 9月9日   | ディープス               |                |        |
| 男装♂フェラ | 9月17日  | OFFICE K`S               | オムニバス作品 |        |
| 総務部 野上明日香 15周年SOD会社業務案内 | 9月23日  | SODクリエイト            |                |        |
| フェラ語 VOLUME.02 | 10月1日  | OFFICE K`S               | オムニバス作品 |        |
| 修学旅行の夜 憧れのあの娘に先走り汁ダラダラ | 10月7日  | ヒビノ                   |                |        |
| すっぴん。 | 10月15日 | メディアステーション     |                |        |
| 同級生にオモチャにされる夢の学校生活 | 10月15日 | ケイ・エム・プロデュース |                |        |
| 成瀬のカラダと心美のココロ | 10月19日 | 斬る/妄想族              |                |        |
| 若妻レズ関係 | 10月19日 | アンナと花子             |                |        |
| 40代童貞男の自宅で筆おろし | 10月21日 | アイエナジー             |                |        |
| 10人姉妹の真ん中に男は僕1人だけ! 大家族2 赤木家の下半身お騒がせ温泉バスツアー ～人生初の家族旅行!どこに行っても僕のビックダディ(チ○ポ)は乾くヒマなし!!～ | 10月21日 | ディープス               |                |        |
| 絶対に手を出してはいけない相手を夜這いしちゃった俺 | 10月21日 | アキノリ                 | オムニバス作品 |        |
| 女子●生にペニバン調教されて潮を吹いてしまったボク | 11月5日  | ジャネス                 | オムニバス作品 |        |
| 超接近いじりっこ ～密着して手マンさせられながら手コキされた僕～                                                                                          | 11月5日  | ジャネス                 | オムニバス作品 |        |
| ノーパン・ハイスクール 3 | 11月7日  | プレミアム               |                |        |
| JKのパンティを被ったままでの至高の手コキ | 11月13日 | マルクス兄弟             | オムニバス作品 |        |
| ここみんのマンにく | 11月15日 | メディア総販ソレイル     |                |        |
| エスカレートしすぎる美少女5人、あなたの自宅に突撃訪問。                                                                                                  | 11月18日 | プレステージ             |                |        |
| 完全主観ハーレム学園生活 | 11月18日 | アキノリ                 |                |        |
| 本当にイッてる指オナニー 6 | 11月19日 | OFFICE K`S               | オムニバス作品 |        |
| GALと老人の濃厚な接吻とSEX | 11月25日 | Fantasista               |                |        |
| 夫よりも義父を愛して…。 | 11月25日 | マドンナ                 |                |        |
| ダブハメ☆アフタースクール | 11月26日 | メディアステーション     |                |        |
| ジュポニカ学習帳 VOL.2 | 12月3日  | 映天                     | オムニバス作品 |        |
| 完全主観 一週間7股生活 2 | 12月7日  | アキノリ                 | オムニバス作品 |        |
| 1人暮らしの寂しい僕の部屋にある日突然何でも言う事を聞くセックス専用ギャルロボットが送られてきた!!                                                        | 12月7日  | GARCON                   |                |        |
| Vanilla Body | 12月10日 | アップス                 |                |        |
| デリシャス タイム | 12月7日  | SILK LABO                |                |        |
| 東京FUNKY GALS EX 03 | 12月31日 | ピエロ                   |                |        |

| 2011年                                                                                          | 2011年   | 2011年                   | 2011年         | 2011年 |
| タイトル                                                                                        | 発売日   | メーカー                 | 備考           |        |
| ----------------------------------------------------------------------------------------------- | -------- | ------------------------ | -------------- | ------ |
| 成瀬心美の下着オークション落札者に、本人が直接お届け! 1                                         | 1月1日   | プレステージ             |                |        |
| 夢共演 凌辱巨乳母娘                                                                             | 1月1日   | h.m.p                    |                |        |
| 放尿、潮吹き、大失禁。                                                                          | 1月7日   | プレミアム               |                |        |
| 夫と冷めた若妻は隣の僕を目で誘う                                                                | 1月8日   | ヒビノ                   | オムニバス作品 |        |
| スク水H 20                                                                                      | 1月14日  | クリスタル映像           |                |        |
| 美少女制服レズ日記 3                                                                            | 1月20日  | ピーターズ               |                |        |
| 強制中出し輪姦                                                                                  | 1月25日  | ダスッ!                  |                |        |
| ここみんがファンの自宅で男潮を噴かせちゃいます                                                  | 1月25日  | Fantasista               |                |        |
| ムチャ★ぶり!                                                                                    | 1月28日  | ケイ・エム・プロデュース |                |        |
| 痴女サミット 4                                                                                  | 2月5日   | アキノリ                 |                |        |
| バレないように彼女の親友とこっそりヤル! 4                                                       | 2月5日   | アキノリ                 | オムニバス作品 |        |
| 俺の義妹がこんなにエロいわけがない                                                              | 2月25日  | TMA                      |                |        |
| 拝啓、お兄ちゃん。                                                                              | 3月15日  | ワンズファクトリー       |                |        |
| 成瀬心美の飼い方 「オヤジのオモチャにされちゃった…」                                            | 4月1日   | h.m.p                    |                |        |
| プレミアム5周年記念特別作品 ノーパンベースボール・クラシック                                    | 4月7日   | プレミアム               |                |        |
| カワイイ契約社員と勤務中にこっそりやっちゃった俺                                                | 4月21日  | アキノリ                 | オムニバス作品 |        |
| 同級生にオモチャにされる夢の学校生活 2                                                          | 4月22日  | ケイ・エム・プロデュース |                |        |
| 三ツ星ホテルの人妻客室係 ～もてなしの情熱ベッドメイキング～                                     | 4月25日  | マドンナ                 |                |        |
| 白ギャルのニーソックス                                                                          | 5月5日   | フリーダム               | オムニバス作品 |        |
| 金蹴り48手 vol.2 全裸バージョン                                                                 | 5月5日   | フリーダム               | オムニバス作品 |        |
| 絶対に手を出してはいけない相手をレズ夜這い 2                                                    | 5月7日   | アキノリ                 | オムニバス作品 |        |
| 鬼太巨根 50cm砲にチャレンジ                                                                     | 5月13日  | レアル・ワークス         |                |        |
| 寝取られ学園レズビアン 秘密の三角関係                                                           | 5月13日  | MOODYZ                   |                |        |
| 俺の義妹がこんな可愛いアイドルなわけがない!!                                                    | 5月13日  | 宇宙企画                 |                |        |
| OPPAIナーススペシャル ロリ中出し3時間40分                                                       | 5月19日  | OPPAI                    |                |        |
| 私、お姉ちゃんが大好き!                                                                         | 5月20日  | ピーターズ               |                |        |
| 初めての、ショートカット                                                                        | 5月25日  | kawaii*                  |                |        |
| 純愛レズビアン ON LIVE 04                                                                       | 5月27日  | ピエロ                   |                |        |
| 恥ずかしい失禁 羞恥で溢れだすキャリアウーマンの泉                                               | 6月1日   | Fitch                    |                |        |
| 誰にも言えない禁断のレズ恋愛 親友のママに愛されて… VOL.5                                        | 6月4日   | ディープス               |                |        |
| 女子校生の亀頭責め連続発射                                                                      | 6月25日  | ラハイナ食堂             | オムニバス作品 |        |
| 非ヌキ系サロン 洗体エステで勃起しちゃった僕 No4                                                 | 7月7日   | アキノリ                 | オムニバス作品 |        |
| 大人の保健室                                                                                    | 7月22日  | 宇宙企画                 |                |        |
| 成瀬心美の濃厚な接吻とSEX                                                                       | 8月1日   | アイデアポケット         |                |        |
| AV女優の姉VS弟                                                                                  | 8月6日   | SODクリエイト            |                |        |
| ボインな彼女にめちゃモテ同棲生活                                                                | 8月12日  | KUKI                     |                |        |
| 自宅で彼女と濡れ濡れソープごっこ!                                                               | 8月15日  | ワンズファクトリー       |                |        |
| 小便エステ                                                                                      | 8月20日  | KEU                      | オムニバス作品 |        |
| ショートヘアーでコスプレしよッ                                                                  | 8月26日  | 宇宙企画                 |                |        |
| DIGITAL CHANNEL DC84                                                                            | 9月1日   | アイデアポケット         |                |        |
| コスプレみるきぃ コスプレ美少女と性交                                                           | 9月7日   | みるきぃぷりん♪          |                |        |
| お義兄ちゃん、義理の兄妹とはいえ好きになっちゃったから中出しセックスしよ ～義妹たちは風紀委員～ | 9月23日  | 宇宙企画                 |                |        |
| いきなりSEX えっ?今ここでですか?                                                                | 10月1日  | アイデアポケット         |                |        |
| 憑依アイドル                                                                                    | 10月20日 | ディープス               |                |        |
| いけない全裸生活 ～男根一本に群がる淫女たち～                                                   | 10月25日 | 美                       |                |        |
| もしも、「成瀬心美が僕の○○だったら…」                                                           | 11月1日  | プレステージ             |                |        |
| エッチした後どーしたい?プライベート☆まったりデート                                              | 11月4日  | h.m.p                    |                |        |
| JKチアガール 7                                                                                  | 11月7日  | クリスタル映像           |                |        |
| 実在!巷で噂のAVキャバクラ RedDragon Vol.1                                                       | 11月13日 | HERO                     |                |        |
| 淫乱巨乳ソープ嬢                                                                                | 11月19日 | 乱丸                     |                |        |
| 2人のエッチな同棲生活                                                                           | 11月25日 | 宇宙企画                 |                |        |
| 私立泡姫商業 ソープ部女子校生                                                                   | 12月1日  | MOODYZ                   |                |        |
| ペニバンレズビアン                                                                              | 12月16日 | 虎堂                     | オムニバス作品 |        |
| kira☆kira SPECIAL -巨乳ギャルサンタ☆自宅に押しかけ大乱交-                                       | 12月19日 | kira☆kira                |                |        |
| 乳首いじり屋                                                                                    | 12月22日 | アキノリ                 | オムニバス作品 |        |
| 吸精鬼デビル ～10年後の世界～                                                                   | 12月23日 | 宇宙企画                 |                |        |

| 2012年 | 2012年                            | 2012年                   | 2012年         | 2012年 |
| タイトル | 発売日                            | メーカー                 | 備考           |        |
| --- | --------------------------------- | ------------------------ | -------------- | ------ |
| 淫乱社長令嬢と美人家庭教師                                                                                     | 1月1日                            | U&K                      |                |        |
| 温泉旅館の欲求不満な三姉妹 ～近親交尾に痴態を晒す女たち～                                                      | 1月13日                           | Nadeshiko                |                |        |
| 人気女子アナとバレないようにこっそりやっちゃった俺                                                             | 1月19日                           | アキノリ                 | オムニバス作品 |        |
| kira☆kira 5周年特別企画 BLACK GAL SPECIAL -黒ギャル美巨乳大乱交6時間スペシャル-                                | 1月19日                           | kira☆kira                |                |        |
| 女子校生にこれでもかっちゅ～くらい脚責めされたいっ!!                                                           | 1月25日                           | ラハイナ食堂             | オムニバス作品 |        |
| E-BODY 成瀬心美                                                                                                | 2月13日                           | E-BODY                   |                |        |
| 成瀬心美のドライブデートしようよ                                                                               | 2月17日                           | クリスタル映像           |                |        |
| コスプレみるきぃ コスプレ美少女と性交 KOKOMI                                                                   | 2月19日                           | みるきぃぷりん♪          |                |        |
| OPPAI仲居スペシャル 断れない接客中出し3時間                                                                    | 2月19日                           | OPPAI                    |                |        |
| 潜入捜査官 女子校生コスプレ課                                                                                  | 2月24日                           | 宇宙企画                 |                |        |
| 転校したら男は僕一人ぼっちだった…。 8                                                                          | 3月8日                            | アキノリ                 |                |        |
| コスプレ中出し10連発!                                                                                          | 3月9日                            | 宇宙企画                 |                |        |
| ぬるまんイジりっぱなしの自画撮りオナニー                                                                       | 3月25日                           | Fantasista               | オムニバス作品 |        |
| アンモラル ～継父に嵌められた母と私 ～ショートカットコスプレ編～ 成瀬心美                                      | 4月13日                           | 宇宙企画                 |                |        |
| とってもエッチなナースたち                                                                                     | 4月13日                           | バズーカ                 |                |        |
| kira☆kira BLACK GAL 黒ギャル☆ご奉仕Wメイド                                                                     | 4月19日                           | kira☆kira                |                |        |
| 夜勤中に居眠りしている看護婦を夜這いしちゃった俺 2                                                             | 4月21日                           | アキノリ                 | オムニバス作品 |        |
| 美少女!ロリ!痴女!ギャル!爆乳!各ジャンル代表人気女優対抗大乱交                                                  | 5月1日                            | ズッコン/バッコン        |                |        |
| 成瀬心美のメイドしちゃうぞ                                                                                     | 5月4日                            | クリスタル映像           |                |        |
| 神咲詩織と成瀬心美のダブルドリーム                                                                             | 5月11日（DVD） 5月25日（Blu-ray） | ミリオン                 |                |        |
| E-BODY三獣奏                                                                                                   | 5月13日                           | E-BODY                   | オムニバス作品 |        |
| 一発レンタル AV女優を貸出します                                                                                | 5月24日                           | アキノリ                 | オムニバス作品 |        |
| マジックミラー号がイク!!童貞クンいらっしゃい(ハート)筆下ろし逆ナンパ                                           | 5月24日                           | SODクリエイト            |                |        |
| お兄ちゃんのためなら何でもしてあげる                                                                           | 5月25日                           | 宇宙企画                 |                |        |
| 成瀬心美のエステしちゃうぞ                                                                                     | 6月1日                            | クリスタル映像           |                |        |
| 授業中にノーパンになってくれる従順な教え子5人と俺物語 2                                                        | 6月7日                            | アキノリ                 |                |        |
| ｢あたし、ドアノブ…｣ 鍵穴マ○コ                                                                                  | 6月21日                           | SODクリエイト            |                |        |
| ほろ酔いSEX | 7月1日                            | アイデアポケット         |                |        |
| 成瀬心美ちゃん タオル一枚男湯入ってみませんか？ HARD                                                           | 7月5日                            | SODクリエイト            |                |        |
| 放課後ソープランド 3                                                                                           | 7月5日                            | アキノリ                 |                |        |
| 眼鏡×女子 ここみ                                                                                               | 7月6日                            | クリスタル映像           |                |        |
| 愛人(パパ)撮って! 4本目                                                                                        | 7月12日                           | プレステージ             |                |        |
| kira☆kira×E-BODY×kawaii*3メーカー連動コラボ作品第2弾！キラカワ☆E学園 HIGH SCHOOL GALS SPECIAL 壮絶中出し大乱交 | 7月19日                           | kira☆kira                |                |        |
| 東京25時 大都会不倫事情 Vol.04                                                                                 | 7月20日                           | プレステージ             |                |        |
| 隣家の嫁 | 7月25日                           | マドンナ                 |                |        |
| kawaii*×kira☆kira×E-BODY3メーカー連動コラボ作品第3弾!キラカワ☆E学園 エッチに弾けちゃうぞkawaii*大乱交          | 7月25日                           | kawaii*                  |                |        |
| どじっ娘潜入捜査官                                                                                             | 7月27日                           | 宇宙企画                 |                |        |
| 僕とつばさと心美の甘すぎる同棲性活                                                                             | 8月1日                            | アイデアポケット         |                |        |
| ハメ潮!イキ潮!飲み潮!4Pエッチ! 2                                                                               | 8月9日                            | SODクリエイト            |                |        |
| 若妻痴漢バス ～痴漢魔との純愛～ 【監督・主演】成瀬心美                                                         | 8月15日                           | スターパラダイス         |                |        |
| 数年ぶりに会った叔父さんに「昔みたいに、一緒にお風呂に入ろうよ」と成長した身体を平気で見せる美巨乳の姪っ子     | 8月16日                           | グローリークエスト       |                |        |
| 風俗ちゃんねる 29                                                                                              | 8月16日                           | マキシング               |                |        |
| OPPAI Wエステ キス魔エステティシャンと中出し3時間                                                              | 8月19日                           | OPPAI                    |                |        |
| 見つめて中に出して…                                                                                            | 8月23日                           | SODクリエイト            |                |        |
| むっちりスク水ロ●ータ                                                                                          | 8月24日                           | TAM                      | オムニバス作品 |        |
| 心美温泉 ～夢の1泊2日温泉旅行～                                                                                | 8月24日                           | 宇宙企画                 |                |        |
| JKチアガール 11                                                                                                | 8月24日                           | クリスタル映像           |                |        |
| 小悪魔JKレズビアン                                                                                             | 9月1日                            | U&K                      | オムニバス作品 |        |
| 女神降臨! | 9月28日                           | 宇宙企画                 | 専属デビュー作 |        |
| ROOKIE×E-BODY×kira☆kira×kawaii*4メーカー連動コラボ作品第4弾!キラカワ☆E学園 最終章 めちゃめちゃ大乱交ROOKIE編   | 10月19日                          | ROOKIE                   |                |        |
| ここみんのコスプレ4時間5本番                                                                                   | 10月26日                          | 宇宙企画                 |                |        |
| 中出しの出来る風俗案内嬢                                                                                       | 11月23日                          | 宇宙企画                 |                |        |
| KMPドリーム2012 エッチな商店街は大騒ぎ全員集合スペシャル                                                       | 12月14日                          | ケイ・エム・プロデュース |                |        |
| ココミンの33コス                                                                                               | 12月28日                          | 宇宙企画                 |                |        |

| 2013年                             | 2013年  | 2013年   | 2013年 | 2013年 |
| タイトル                           | 発売日  | メーカー | 備考   |        |
| ---------------------------------- | ------- | -------- | ------ | ------ |
| ボクの学園性活 いったい妹はどっち? | 1月25日 | 宇宙企画 |        |        |
| バス痴漢物語                       | 2月22日 | 宇宙企画 |        |        |
| ダブルここみん                     | 3月22日 | 宇宙企画 |        |        |

### イメージビデオ
- REAL X REAL Xシリーズ/成瀬心美（2012年3月30日、ビーエムドットスリー）
- 好きにして!/成瀬心美（2012年6月22日、メディアブランド）
- エロキュート（2012年9月28日、オルスタックピクチャーズ）
- ここっぷんかー（2025年2月25日、G-style）[26]

## 出演番組

### テレビ
- 桃のささやき #3（2010年8月5日初回放送、MONDO TV）
- ビ〜チ9 （テレビ埼玉） - 不定期ゲストや進行役で出演
- ヴィーナス・フューチャー＃89（2011年、エンタ!371）
- おとなの子守唄（サンテレビ） - コーナー担当）
- タモリ倶楽部（2011年6月11日・25日、テレビ朝日） - 「空耳アワー」のVTRに出演
- ゴッドタン〜The God Tongue 神の舌〜（2011年8月3日、テレビ東京） - 「キス我慢選手権」。
- ビートたけしのあと5回だけヤラせてTV（2011年12月29日、TBS）
- オレミングの法則 〜芸能人、俺だけが知っている隠れ法則〜（2012年1月2日、テレビ東京）
- ビートたけしのあと4回だけヤラせてTV（2012年3月28日、TBS）
- そこウサ（2012年10月 - 12月、千葉テレビ、TOKYO MX）
- レギュラー版かすみレディオ5（2012年10月16日初回放送 、エンタ!371）
- あいのエチュード #26（2013年2月 、エンタ!959）
- 半沢直樹(2013年)
- 成瀬心美のここみんTV（2012年11月 - 2013年4月 、エンタ!959）[27]
- 第4回セクシー女優総選挙（2013年2月、エンタ!959）
- 満天パチランド（2014年7月、千葉テレビ、テレビ埼玉）
- レギュラー版かすみレディオ 28（2014年9月、エンタ!371）
- 〜裏ネタワイド〜 DEEPナイト（2014年9月18日、テレビ東京）
- 魚拓と成瀬のツキとスッポンぽん（2014年8月24日,9月7日 - 、パチ・スロ サイトセブンTV）
- SPICE×BOYS（2014年12月 - 2015年12月、エンタ!959）
- 紅リサーチ（2014年12月31日、テレビ朝日）
- (仮)TV（2015年4月6日 - 9月29日、TOKYO MX）
- 激闘アルティメットバトル のるかそるか（2017年7月 - 2018年10月、パチ・スロ サイトセブンTV)
- 中居くん決めて!（2019年8月26日、TBS） - グラビアアイドル戸田れいの友人として自宅訪問したシーンがVTRで放送された。
- マッドマックスTV論破王（2023年2月、テレビ朝日）[28]

### ラジオ
- 佐藤靖史の歌舞伎町NO.1 RADIO SHOW!!（レインボータウンFM、隔週出演、 - 2012年12月）
- 成瀬心美のもうすぐオトナ時間（TBSラジオ、2012年10月 - 2013年3月）
  - 成瀬心美とかすみりさの、もうすぐオトナ時間（TBSラジオ・CBCラジオ、2016年10月 - 2017年3月、2017年10月 - 2018年3月 ）
- 髭男爵 ルネッサンスラジオ（文化放送が配信するポッドキャスト等、季節によっては地方放送あり）
- 成瀬心美ぷるるんhoneyトラップ（TBSラジオ、2018年4月 - 、簡易恋愛プログラム 宮川賢のデートの時間でそ?!内で開始[29][30]、2020年1月よりアフター6ジャンクション内に移動、2020年4月より30分単独番組として独立[31]）
- カマたく×成瀬心美の生きづら相談室（2023年7月 - 、ZOWA）刺激ストロングチャンネルでも同名別内容の番組を配信。
- KaratLunch（2025年3月13日、渋谷クロスFM） - アシスタントMC

### Web配信
- 紅音ほたると一緒に飲もうよ!（2011年4月20日、あっ!とおどろく放送局）
- 今夜はみんなでOne for All （2011年7月9日・7月23日、あっ!とおどろく放送局）
- DTテレビ（2018年2月16日、AbemaTV）
- オーイシ×加藤のピザラジオ（2021年7月22日、きゃにめ）
- ヒロミ・指原の“恋のお世話始めました”（2022年6月9日[32]、7月21日[33]、ABEMA）
- 愛のハイエナ（2023年8月29日[34][35] - 9月12日、2024年4月9日 - 4月16日[36]、ABEMA）

### オリジナルビデオ
- セブンカラーズ（2010年4月、竹書房）
- セブンカラーズ2（2010年5月、竹書房）
- 殺し屋サチ（2011年3月、竹書房）

### 舞台
- 嘘つきとキュービスト（2014年4月4日 - 6日、新宿シアターブラッツ）

### CM
- 東京上野クリニック（2014年 - 2020年）

## 音楽活動

### 配信シングル
- ごぶさた （2020年11月13日）[37]

### mezcolanza（メスコランサ）
成瀬を中心に2014年4月結成したバンド。バンドメンバーVo.Cocomi 、Gt.カトウタロウ 、Key.ハジメタル  Ba.おかのいずみ 、Dr.西浦謙助

#### オリジナルアルバム
|     | 発売日        | タイトル       | 規格 | 規格品番 |
| --- | ------------- | -------------- | ---- | -------- |
| 1st | 2016年10月2日 | MEZCOLAND      | CD   | ML-002   |
| 2nd | 2020年2月5日  | えらちょっちょ | CD   | ML-004   |

#### EP
|     | 発売日        | タイトル       | 規格 | 規格品番 | 備考                                                                |
| --- | ------------- | -------------- | ---- | -------- | ------------------------------------------------------------------- |
| 1st | 2017年8月30日 | a la carta     | CD   | ML-003   | 週間インディーズアルバムランキング20位（2017年09月11日付）          |
| 2nd | 2025年8月10日 | LIVE AT PANGEA | 配信 |          | iTunes Store (日本) J-Pop トップアルバム 25位。総合アルバム 59位 。 |

#### 配信シングル
|     | 配信日         | タイトル         | 規格                   | 収録作品       |
| --- | -------------- | ---------------- | ---------------------- | -------------- |
| 1st | 2018年8月10日  | 夏花火           | デジタル・ダウンロード | えらちょっちょ |
| 2nd | 2018年8月17日  | 酩酊マハラジャ   | デジタル・ダウンロード | えらちょっちょ |
| 3rd | 2018年8月24日  | 平成             | デジタル・ダウンロード | えらちょっちょ |
| 4th | 2019年12月14日 | ふゆいろ         | デジタル・ダウンロード | えらちょっちょ |
| 5th | 2023年5月24日  | 平熱             | デジタル・ダウンロード |                |
| 6th | 2023年7月26日  | グッバイヒロイン | デジタル・ダウンロード |                |
| 7th | 2025年1月22日  | クリシェ         | デジタル・ダウンロード |                |
| 8th | 2025年3月1日   | Savory           | デジタル・ダウンロード |                |
| 9th | 2025年3月13日  | 花と鳥           | デジタル・ダウンロード |                |

#### ミュージックビデオ
| 公開日 | 公開日   | 曲名                                                                      |
| ------ | -------- | ------------------------------------------------------------------------- |
| 2015年 | 11月1日  | リアリーラブリースケアリー                                                |
| 2015年 | 11月1日  | ドラマティック ヒロイン                                                   |
| 2016年 | 9月29日  | Dream Wonderland                                                          |
| 2017年 | 5月26日  | シュラ！シュラ！バー！                                                    |
| 2017年 | 9月29日  | イン マイ ライフ                                                          |
| 2018年 | 1月1日   | 「リアリーラブリースケアリー」「ドラマティック ヒロイン」 full バージョン |
| 2018年 | 9月23日  | 夏花火                                                                    |
| 2019年 | ９月30日 | 平成                                                                      |
| 2019年 | 12月13日 | ふゆいろ                                                                  |
| 2020年 | 2月2日   | えらちょっちょ音頭                                                        |
| 2020年 | 5月31日  | 彗星                                                                      |
| 2023年 | 8月10日  | 平熱                                                                      |
| 2025年 | 1月30日  | クリシェ                                                                  |
|        | 3月5日   | Savory                                                                    |

#### 会場限定CD
- 「リアリーラブリースケアリー」「ドラマティック ヒロイン」収録の2曲入りCD (2015年12月6日、下北沢SHELTERで販売）。限定200枚。1st アルバム「MEZCOLAND」とは同じ音源だがマスタリングが違う。規格品番　ML-001。
- 「リアリーラブリースケアリー」「シュラ！シュラ！バー！」の2曲入り（2016年5月30日　新宿ロフトのライブ映像）DVD-R。限定30枚。
- 「シュラ！シュラ！バー！」「彗星」の2曲入り（2022年12月3日、NAKED LOFT YOKOHAMAのアコースティックライブ）CD-R。限定20枚。

#### 楽曲使用（主なもの）

##### 東京上野クリニックpresents成瀬心美ぷるるんhoneyトラップ
- 「非恋愛シンドローム」がエンディングテーマとして[46]（現在終了）。
- 「彗星」がエンディングテーマとして。[47](2020年1月3日〜2023年3月21日）
- 「リアリーラブリースケアリー」「Dream Wonderland」「STOP ME NOW」がジングルで使用。

#### ライブ、トークイベント、インストアライブ
2015年
- AKASAKA HALLOWEEN（2015年10月31日、赤坂BLITZ）
- 『mezcolanza vs アカシック』（2015年12月6日、下北沢SHELTER））[21]

2016年
- 「アバ☆フェス」（2016年3月21(日)　大阪・味園ユニバース）
- 新宿LOFT 40th Anniversary『白井なりの新宿ロフト』（2016年5月30日　新宿ロフト）[48]
- Virgin Rocks 2（2016年6月30日、shibuya eggman）[49]
- レコ発２マンライブ　～MEZCOLAND　東京編～（2016年10月2３日、下北沢SHELTER　）
- レコ発２マンライブ　～MEZCOLAND　大阪編～（2016年10月29日、心斎橋CLAPPER　）
- レコ発トークイベント　～シュラシュラBAR!～　（2016年10月29日、LOFTPLUSONE　WEST　）
- 『MEZCOLAND』発売記念インストアイベント（2016年12月17日、タワーレコード池袋店　6F　特設イベントスペース　）

2017年
- Stylish Angels Rebellion～V-Day直前Special!!編～（2017年2月12日、柏Thumb up　）
- mezcolanza VS おやすみホログラムband set (2017年2月25日、下北沢SHELTER）
- mezcolanza VS Maison book girl　(2017年６月17日、下北沢SHELTER）
- mezcolanza ライブ&トークイベント『円山町、ナナカイ　ひる。』(2017年7月16日、渋谷7thFLOOR）
- 『a la carta』発売記念インストアライブ&握手会 (2017年9月3日、タワーレコード新宿店7F）
- mezcolanza レコ発ライブ～a la carta 大阪編～(2017年9月3０日、Live Music Bar Fandango）
- mezcolanza レコ発ライブ～a la carta 名古屋編～(2017年10月1日、名古屋CLUB ROCK'N'ROLL ）
- mezcolanza レコ発ライブ～a la carta 東京編～(2017年10月21日、渋谷LUSH ）[50]
- SHINJUKU LOFT PRESENTS バッテキ！第１１話(2017年11月13日、新宿ロフト ）

2018年
- SHELTER presents. "Super cute!!"(2018年1月29日、下北沢SHELTER）
- Beat Happening!渋谷PANIC!(2018年２月2８日、渋谷CLUB QUATTRO）
- ヴィレッジヴァンガード柏マルイ店＆柏ThunbUp共催"K.C CULTURE EXPLOSION"（201８年３月1０日、柏Thumb up　）
- mezcolanza　春のワンマンライブ(2018年４月１５日、下北沢SHELTER）
- SHINJUKU LOFT KABUKI-CHO 19TH ANNIVERSARY 「バッテキ！スペシャル！編(201８年５月1１日、新宿ロフト ）
- 朔望、満ちる。vol.3(201８年６月8日、青山 月見ル君想フ）
- 「MORE」（2018年７月3日、下北沢SHELTER）

- TIMEWARP presents「OTOMORI-音盛３マン-」（2018年8月1日、渋谷GUILTY）

- 「mezcolanzaワンマンライブ 静岡編」（2018年９月１５日、静岡県 沼津Quars）
- 「mezcolanzaワンマンライブ 大阪編」（2018年９月１６日、心斎橋CLAPPER）
- mezcolanza プレゼンツ『シュラシュラBAR』～ Vol.2（2018年９月１６日、LOFTPLUSONE　WEST　）
- 「LOFT HEAVEN PRESENTS KNOCKIN'ON HEAVEN'S DOOR」（2018年11月7日、渋谷LOFTHEAVEN　）
- 「渋谷GUILTY TIMEWARP presents 道玄坂MONSTERS」（2018年11月28日、渋谷GUILTY）

2019年
- 「mezcolanzaの新春ワンマンライブ」（2019年1月12日、下北沢SHELTER）
- 「mezcolanza plesenrs シュラシュラBAR ～vol.3～」（2019年1月12日、下北沢mona records）
- 「共鳴レンサ vol.35　ナオン時々ヤロウの共鳴」（2019年2月18日、渋谷TSUTAYA O-WEST）
- 『YATSUI FESTIVAL! 2019』（2019年6月16日 渋谷Glad）[51]
- 「1×1=2 vol.5 mezcolanza × オワリカラ」（2019年9月19日、吉祥寺NEPO）

2020年
- 「mezcolanzaアルバムリリース記念Party」（2020年2月1日、新横浜strage）
- 「mezcolanza レコ発ライブ～えらちょっちょ 名古屋編～」（2020年2月15日、名古屋CLUB ROCK'N'ROLL ）
- 「mezcolanza レコ発ライブ～えらちょっちょ 大阪編～」（2020年2月16日、心斎橋 Live House Pangea  ）
- 「mezcolanza レコ発ライブ～えらちょっちょ 東京編～」（2020年3月1日、渋谷GARRET udagawa   ）
- ジョー横溝チャンネル（2020年3月10日  ）[52]
- シュラシュラBAR ～vol.4～ mezcolanzaの東名阪ライブの打ち上げイベント！（2020年3月19日 新宿Naked Loft   ）

2021年
- 「mezcolanza配信ライブ〜アコースティック編〜」（2021年6月5日、新横浜strage）

2022年
- 「シュラシュラBAR〜vol.4〜冬のディナーショー編」（2022年12月3日、NAKED LOFT YOKOHAMA)

2023年
- 「mezcolanza ワンマンライブ 36.3℃ 」  （2023年2月4日、渋谷GARRET udagawa）
- 「シュラシュラBAR〜vol.5〜秋のリリースパーティー編」（2023年9月23日、三軒茶屋GrapeFruitMoon）

2024年　
- 「mezcolanza 新春ワンマンライブ 祝結成10周年!」 （2024年1月8日、下北沢SHELTER）[53]
- DISK GARAGE presents 共鳴レンサ特別編 ~See you again SHINJUKU BLAZE~ ＜出演＞SHAKALABBITS / ラックライフ (opening act) mezcolanza（2024年7月13日、新宿BLAZE）[54]
- 「mezcolanza 10周年記念ワンマン 〜二の巻〜」（2024年12月15日、渋谷GARRET udagawa）[55]
- mezcolanza presents シュラシュラBAR〜vol.6〜10周年記念パーティー編（2024年12月15日、三軒茶屋GrapeFruitMoon）

2025年
- 『mezcolanza presents シュラシュラBAR〜vol.7〜春のリリースパーティー編』 (2025年3月28日、大阪ロフトプラスワンウエスト[56]）

- 『まいど！mezcolanza 久方ぶりの大阪ワンマン2025』 (2025年3月29日、心斎橋 Live House Pangea ）[57]
- mezcolanza Acoustic One-Man Live 『太子堂、チカ　よる。』（2025年7月17日、三軒茶屋GrapeFruitMoon）

## 出版

### 書籍
- 『＠ここみん』（2012年3月3日、三和出版）ISBN 978-4776907824
- 『thanks』（2018年11月26日、トランスワールドジャパン）ISBN 978-4862562470[58]

### 写真集
- coco miracle（2011年11月、彩文館出版、撮影：上野勇）ISBN 978-4775605103
- きゅん。（2012年6月、徳間書店、撮影：細井智燿）ISBN 978-4198634179
- here me（2019年8月25日、トランスワールドジャパン、撮影：小松陽祐）ISBN 978-4862562647
- coco（2024年1月15日、トランスワールドジャパン）ISBN 978-4-86256-379-8

### カレンダー
- 成瀬心美 2012年カレンダー（2011年9月17日、トライエックス）
- 成瀬心美 2013年カレンダー（2011年9月15日、トライエックス）

### グラビア
- ヌードWEBグラビア「GRAPHIS」（2012年4月27日、撮影：街田和由）

### 雑誌
- メガベッピン 2012年1月号（表紙）（ジーオーティー）

### トレーディングカード
- AVC ジューシーハニー Vol.19（2012年4月28日、ミント）
- AVC ジューシーハニー Vol.21（2013年3月23日、ミント）

### その他
- 成瀬心美の即たっち（2012年1月、アドバンス）タブレット端末用アプリケーション
- 成瀬心美のハートにどきゅん （2012年5月、TreasurePlanet）タブレット端末用アプリケーション